# Liste des seigneurs de la terre de Guise
 (janvier 2010).
Si vous disposez d'ouvrages ou d'articles de référence ou si vous connaissez des sites web de qualité traitant du thème abordé ici, merci de compléter l'article en donnant les références utiles à sa vérifiabilité et en les liant à la section « Notes et références ».
 (juillet 2019).
La terre de Guise, en Picardie, est d'abord une chatellenie formée autour du château fort de Guise (actuel département de l'Aisne), construit vers 950 par Gautier Ier, comte d'Amiens, de Vexin et de Valois. 
Jusqu'en 1058, le château est sous la garde d'un officier non héréditaire. En 1058, est nommé Gautier, le premier à transmettre Guise à son fils. La terre de Guise est érigée en comté vers 1420 au profit de René d'Anjou.  

## Prononciation
Dans le nom de la ville et de la seigneurie (terre) de Guise, la lettre « u » est prononcée ([gɥiz]).
En revanche, quand on parle des ducs de Guise et de la maison de Guise du XVIe siècle, on ne prononce pas le u ([giz]), bien qu'il s'agisse toujours de la ville de Guise.[réf. nécessaire]

## Châtelains non héréditaires (950-1058)

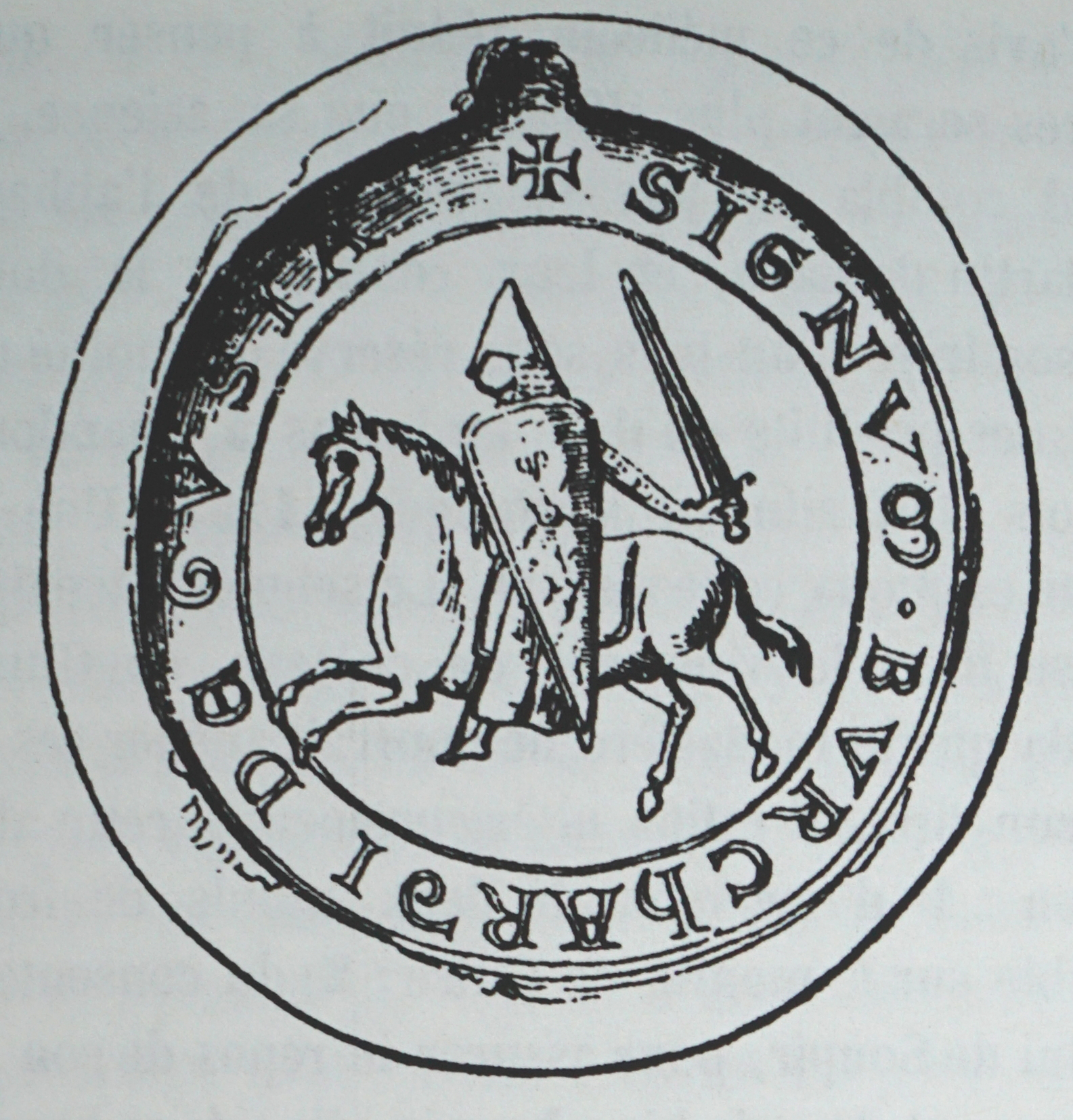
Sceau de Bouchard.

Les comtes de Vermandois[pas clair] confient d'abord la terre de Guise à des châtelains non héréditaires, entre autres (liste lacunaire) :
- en 1010 : René ;
- en 1048 : Bouchard ;
- en 1058 : Gautier, à l'origine de la maison de Guise.

## Seigneurs héréditaires (1058-1417)

### Maison de Guise
- nommé en 1058, Gautier Ier de Guise est le premier châtelain à transmettre la terre à son fils[1]. Guise devient un fief héréditaire, vassal du comte de Vermandois.
- 10??-1??? : Godefroy de Guise, fils du précédent, marié à Ada de Roucy[2], fille d'Hildouin IV de Montdidier[3].
- ????-1141 : Guy de Guise[4] (° v. 1070 † 1141), fils du précédent, marié à Adeline Machanie de Montmorency, fille de Bouchard IV de Montmorency et Agnès de Beaumont[5].
- 1141-???? : Bouchard II de Guise, fils du précédent, marié à Adélaïde de Soupir.
- 1159-1185 : Adeline de Guise ou Adèle, fille du précédent, mariée à Jacques Ier d'Avesnes.

### Maison d'Avesnes
- ????-1244 : Gautier II d'Avesnes († v. 1244), fils des précédents, marié avec Marguerite, comtesse de Blois et de Chartres.
- Marie d'Avesnes, fille des précédents, mariée à Hugues de Châtillon, comte de Saint-Pol (° v. 1196 † 1248).

### Maison de Châtillon
- 1244-1280 : Jean Ier de Blois-Châtillon († 1280), fils de Hugues V de Châtillon et de Marie d'Avesnes, marié à Alix de Bretagne.
- 1280-1292 : Jeanne de Blois-Châtillon (° 1258 † 1292), fille du précédent, mariée en 1272 à Pierre de France (° 1251 † 1283), comte d'Alençon et de Valois.
- 1292-1307 : Hugues II de Blois-Châtillon (° 1258 † 1307), comte de Saint-Pol, puis de Blois, cousin de la précédente, fils de Guy, comte de Saint-Pol (fils de Hugues de Châtillon et Marie d'Avesnes) et de Mathilde de Brabant. Il fut marié en 1287 à Béatrice de Dampierre.
- 1307-1342 : Guy Ier de Blois-Châtillon (° 1292 † 1342), fils du précédent, marié à Marguerite de Valois.
- 1342-1360 : Charles de Blois (° 1319 † 1364), fils du précédent, duc de Bretagne, marié à Jeanne de Penthièvre, comtesse de Penthièvre et duchesse de Bretagne. En 1360, il marie sa fille avec Louis Ier d'Anjou et lui donne Guise en dot[6].

### Maison d'Anjou
- 1360-1384 : Louis Ier d'Anjou (° 1339 † 1384), duc d'Anjou, comte du Maine, roi titulaire de Naples, fils de Jean II le Bon, marié à Marie de Blois (° 1345 † 1404), fille du précédent.
- 1384-1404 : Charles d'Anjou (1380 - Angers, 17 mai 1404), dit le prince de Tarente, fils du précédent, reçoit Guise par testament de son père. Il meurt sans alliance et la seigneurie revient à son frère[7].
- 1404-1417 : Louis II d'Anjou (° 1377 † 1417), frère du précédent, marié à Yolande d'Aragon. Il lègue Guise à son second fils René d'Anjou.

Le roi de France Charles VII érige la terre en comté.

## Comtes de Guise (1417-1528)
Cette période correspond à des luttes entre diverses lignées, qui profitent de la guerre de Cent Ans pour monnayer leur ralliement et pour se faire attribuer Guise, qui occupe une position stratégique entre le royaume de France et les Pays-Bas en cours d'unification par les ducs de Bourgogne.

### Maison d'Anjou
- 1417-1425 : René d'Anjou (° 1409 † 1480), marié à Isabelle Ire de Lorraine.

### Maison de Luxembourg
Les prétentions de la maison de Luxembourg viennent de Guy IV de Châtillon-St-Pol, frère cadet d'Hugues II de Blois, seigneur de Guise. Les Luxembourg estiment que Guy aurait dû hériter de Guise à la place de son frère aîné. Guise leur aurait alors été transmis par héritage, la petite-fille de Guy IV, Mahaut de Châtillon comtesse de St-Pol, ayant épousé en 1354 Guy de Luxembourg, comte de Ligny. Leur petit-fils Jean II de Luxembourg se fait attribuer le château par les Anglais et le prend d'assaut en 1425.
- 1425-1441 : Jean II de Luxembourg († 1441), comte de Ligny, marié à Jeanne de Béthune († 1450). En 1432, le roi René qui se trouvait prisonnier à Dijon et avait à payer une énorme rançon, légitima l'usurpation par un contrat régulier de vente[8].
- 1441-1444 : Louis de Luxembourg, comte de Saint-Pol et de Ligny, neveu du précédent et fils de Pierre Ier de Luxembourg, comte de Saint-Pol, de Brienne et de Conversano, et de Marguerite des Baux. Refusant de signer le traité d'Arras en 1435, ses biens furent mis sous séquestre par Charles VII, puis lui furent restitués après son rapprochement de la France. Le comte du Maine lui intenta un procès au sujet de la seigneurie de Guise.

### Maison d'Anjou
Charles d'Anjou, frère de René d'Anjou, réclame Guise en 1440 et épouse en 1443 Isabelle de Luxembourg, sœur de Louis. Finalement le roi Charles VII lui attribue Guise, mais les Lorraine, descendants de René revendiqueront Guise à leur tour.
- 1444-1472 : Charles IV d'Anjou (° 1414 † 1472), comte du Maine, marié à Isabelle de Luxembourg-Saint-Pol, sœur de Louis de Luxembourg qui reçut la terre de Guise en dot.
- 1472-1481 : Charles V d'Anjou (° 1446 † 1481), duc d'Anjou, comte du Maine et de Provence, fils du précédent, marié à Jeanne de Lorraine.

### Maison de France
- 1481-1483 : Louis XI, héritier de Charles V d'Anjou dont il était le cousin germain par sa mère Marie d'Anjou, conserva la terre de Guise jusqu'à son décès[10].

### Maison d'Armagnac
Peu après son avènement, Charles VIII fit cession du comté de Guise à Jean d'Armagnac et à son frère Louis, neveux de Charles V d'Anjou par leur mère Louise d'Anjou. En 1491, Jean ayant reçu du roi le duché de Nemours, Louis eut le comté de Guise.
- 1483-1503 : Louis d'Armagnac († 1503), duc de Nemours, fils de Jacques d'Armagnac, comte de la Marche et duc de Nemours, et de Louise d'Anjou.

Sa succession échut à l'aînée de ses sœurs, Marguerite d'Armagnac (épouse de Pierre de Rohan-Gié), et enfin à leur sœur Catherine d'Armagnac (épouse de Charles de Rohan-Gié, issu du 1er mariage de Pierre avec Françoise de Penhoët).

### Maison de Rohan
- 1503 : Marguerite d'Armagnac († 1503), sœur du précédent, épouse de Pierre de Rohan-Gié († 1513), seigneur de Gié, marié en premières noces à Françoise de Penhoet. Le maréchal de Gié prêta foi et hommage pour le comté de Guise en son nom et celui de sa femme[12]. Charlotte d'Armagnac fut l'unique héritière de sa sœur Marguerite.
- 1503-1520 : Charles de Rohan-Gié († 1528), seigneur de Gié, fils du précédent et de Françoise de Penhoët, marié à Charlotte d'Armagnac († 1504), sœur de Louis d'Armagnac et de Marguerite d'Armagnac. Il garde l'usufruit du comté de Guise après la mort de sa femme.

### Maison de Lorraine
René II de Lorraine, fils de Yolande d'Anjou et ainsi petit-fils de René Ier d'Anjou, fit valoir ses droits à Guise à partir de la mort de son grand-père en 1480; un procès l'opposa alors au précédent. Il mourut en 1508, léguant toutes ses possessions françaises à son second fils Claude de Lorraine. Celui-ci accompagna François Ier à Marignan, et se vit accorder en 1520 le comté de Guise par le Parlement de Paris.
- 1520-1528 : Claude de Lorraine

## Ducs de Guise (1528-1789)

### Maison de Lorraine
François Ier, roi de France, érige la terre de Guise en duché-pairie en 1528.
- 1528-1550 : Claude de Lorraine premier duc de Guise (1496-1550), marié avec Antoinette de Bourbon-Vendôme.
- 1550-1563 : François de Lorraine-Guise, dit le Balafré, deuxième duc de Guise, fils du précédent (1519-1563), marié avec Anne d'Este et Ferrare.
- 1563-1588 : Henri Ier de Lorraine-Guise, dit le Balafré, troisième duc de Guise, fils aîné du précédent (1550-1588), assassiné au château de Blois sur ordre d'Henri III. Il épouse Catherine de Clèves.
- 1588-1640 : Charles Ier de Lorraine-Guise, quatrième duc de Guise, fils du précédent (1571 - 1640), marié avec Catherine de Joyeuse.
- 1640-1664 : Henri II de Lorraine-Guise (1614-1664), d'abord archevêque de Reims, puis (étant relevé de ses vœux) cinquième duc de Guise, fils puiné du précédent. Il fut marié en 1639 avec Anne-Marie de Gonzague (° 1616 † 1684), fille de Charles Ier de Gonzague, duc de Mantoue, et de Catherine de Mayenne, divorcé en 1641. Marié en secondes noces avec Honorine de Grimberghe († 1679), divorcés en 1643.
- 1664-1671 : Louis Joseph de Lorraine-Guise (1650-1671), sixième duc de Guise, neveu du précédent, fils de Louis de Lorraine, duc de Joyeuse, et de Françoise de Valois-Angoulême. Il fut marié avec Élisabeth d'Orléans, fille de Gaston d'Orléans.
- 1671-1675 : François Joseph de Lorraine-Guise (1670-1675), septième duc de Guise, fils du précédent.
- 1675-1688 : Marie de Lorraine-Guise (1615-1688), fille de Charles Ier.

À sa mort et par l'extinction dans les mâles de la branche aînée de la maison de Lorraine-Guise, le titre de duc de Guise revient à la Couronne, qui le confère à Henri Jules de Bourbon, prince de Condé, époux d'Anne de Bavière (1648-1723), cousine au septième degré* de Marie de Lorraine-Guise et l'une de ses héritières. Il se transmet ensuite dans leur descendance, jusqu'à la Révolution.
* par les Gonzague-Clèves-Nevers : François de Guise eut pour fils cadet Charles, duc de Mayenne, dont la fille Catherine épousa Charles Ier de Gonzague-Clèves, duc de Nevers puis de Mantoue, d'où Anne-Marie, femme d'Édouard de Bavière, prince Palatin et mère d'Anne de Bavière).

### Maison de Bourbon-Condé
- 1688-1709 : Henri Jules de Bourbon-Condé (1643–1709)
- 1709-1710 : Louis III de Bourbon-Condé (1668–1710)
- 1710-1740 : Louis IV Henri de Bourbon-Condé (1692–1740)
- 1740-1818 : Louis V Joseph de Bourbon-Condé (1736–1818)
- 1818-1830 : Louis VI Henri de Bourbon-Condé (1756-1830)

À sa mort, ses biens passent par testament à son petit neveu, Henri d'Orléans, duc d'Aumale, fils du roi des Français, Louis-Philippe Ier. Ses héritiers considèrent qu'ils peuvent user des différents titres, dits de courtoisie, de la maison de Condé, y compris celui de  duc de Guise.

### Maison d'Orléans

#### Titre de la monarchie de Juillet
- Henri d'Orléans (1847-1847), fils d'Henri d'Orléans, duc d'Aumale et petit-fils de Louis-Philippe Ier

#### Titre de courtoisie
- François d'Orléans (1852-1852), frère du précédent, fils du duc d'Aumale ;
- François d'Orléans (1854-1872), frère du précédent, fils du duc d'Aumale ;
- Jean d'Orléans (1874-1940), cousin du précédent, fils de  Robert d'Orléans, duc de Chartres.